# Nos Oiseaux
Nos Oiseaux est la revue officielle de la société romande du même nom, également appelée Société romande pour l'étude et la protection des oiseaux.

## Contenu
La revue publie principalement les observations et les résultats de recherches locales, concernant notamment l'avifaune alpine, et est à la tête du projet de réintroduction du Balbuzard pêcheur (Pandion haliaetus) en Suisse.

## Histoire
La revue est créée en 1913 à l'initiative d'Alfred Mayor (premier président), d'Alfred Richard (premier rédacteur de la revue) et d'Hermann Russ (industriel bienfaiteur),. En 1939, Paul Géroudet devient rédacteur en chef, jusqu'en 1994, ainsi qu'un auteur important publiant plus de 600 articles dans la revue. Claude Guex prend la tête de l'édition pendant trois ans, puis est remplacé par Bertrand Posse en 1998.